# Hell Gate
|  | Per a altres significats, vegeu «pont de Hell Gate». |

Hell Gate (de vegades anomenat Hell Gate Ronde, Hell's Gate o Hellgate) és un despoblat a l'extrem occidental de la Vall de Missoula al Comtat de Missoula, Montana, Estats Units. La vila es trobava als bancs del riu Clark Fork més o menys cinc milles riu avall on avui hi ha la ciutat de Missoula prop d'on avui hi ha Frenchtown.

## Geografia
Hell Gate és a l'oest del Vall de Missoula. Fa uns 13.000 BCE, l'avenç de l'indlandsis de Cordilleran va crear una presa de gel al Clark Fork que va crear el llac glacial Missoula. Després de les inundacions de Missoula Inundacions i el desguas definitiu del llac Missoula fa uns 11.000 BCE, el sediment assecat del llac esdevenia la fèrtil Vall de Missoula.
La Vall de Hell Gate és emmarcada pel Rattlesnake Mountains al nord i al nord-est i Bitterroot Mountains al cap al sud/sud-est, sud, i oest. Des de principis dels anys 1900, l'àrea ha estat envoltada pel Bosc Nacional de Lolo. L'embocadura oriental de la vall és definida per un pas estret entre el monts Jumbo i Sentinel, que condueixen al canyó de Hellgate. La boca occidental és més indefinida i estreta.
La comunitat de Hell Gate estava a 46° 53′ 0″ N, 114° 5′ 13″ O / 46.88333°N,114.08694°O 46° 53′ 0″ N, 114° 5′ 13″ O / 46.88333°N,114.08694°O, a una alçada de 3.123 peus (952 m).

## Nadius americans i poblament blanc
Membres de la tribu nativa americana dels bitterroot salish (o flathead) sovint viatjaven a través de la Vall de Missoula en el seu camí cap a l'est cap als terrenys de caça del bisó. Així com els salish travessaven les estretes boques orientals i occidentals de la vall, membres dels blackfeet sovint aprofitaven per a atacar-los i matar-los. Els salish anomenaven la vall lm-i-sul-étiku, el qual transliterat significa "per les aigües fredes i esgarrifoses" però que els salish usaven metafòricament significant "el lloc glaçat de por". La vall sencera era molt boscosa i ideal per a les emboscades.
Els primers euro-americans que veieren la Vall de Missoula foren els membres de l'Expedició de Lewis i Clark, qui exploraren el riu Clark Fork (afluent del Pend Oreille) en el camí de retorn cap a de l'est després d'assolir l'Oceà Pacífic. Meriwether Lewis i un grup petit d'homes va passar a través del Vall de Missoula i acamparen prop de la confluència de Rattlesnake Creek i el Clark Fork el 4 de juliol de 1806. L'explorador anglo-canadenc David Thompson va visitar l'àrea al 1811, i cartografià bona part de la vall i els cims circumdants (incloent el Mont Jumbo).
Els paranyers francesos que travessaren la vall als anys 1820 s'horroritzaren de veure tantes restes dels salish als canyons profunds que formaven les entrades de la vall, i anomenaren la vall "Porte de l'Enfer," o "Hell Gate." La següent persona europea que se sap que va visitar l'àrea fou l'explorador britànic Alexander Ross el 1824. El1841 el sacerdot catòlic Pierre-Jean de Smet travessà la Vall de Hell Gate, portant amb ell què probablement eren els primers carros i bous per entrar en el que més tard seria Montana. Els missioners jesuïtes el seguiren, establint-se a la Vall de Hell Gate (tal com s'anomenava llavors la Vall de Missoula), però no s'hi quedaren degut a l'hostilitat de les tribus índies locals.
Al 1852 l'explorador métis Francois Finlay (també anomenat "Benetsee") descobrí or en el que avui és Gold Creek prop de la boca oriental de la vall, però no resultà un dipòsit comercialment viable i no va ocórrer cap febre d'or. Un any més tard, Isaac Stevens, Governador del Territori de Washington (que en aquell temps comprenia l'oest de Montana), va dirigir una d'exploració per a l'establiment del ferrocarril a través de la vall. Impressionat amb la conveniència de la Montana occidental sencera àrea per poblament blanc, Stevens va negociar el Tractat de Hellgate de 1855, signat per les tribus bitterroot salish, pend d'oreilles, i kootenai a Council Grove proper a Hell Gate, el qual va establir el reserva índia Flathead. La pau amb les tribus natives americanes locals augmentaren el trànsit a l'àrea, i la Vall de Hell Gate esdevenia la ruta de transport preferida des de Montana cap a l'oest. El significatiu nombre de caravanes de muls que viatjaven al llarg de la vall, finalment conduint al poblament del mateix Hell Gate. La Mullan Road arribà a l'àrea a l'hivern de 1859-1860.

## Fundació i creixement
Els primers pobladors a la Vall de Hell Gate arribaren a finals de desembre del 1856 per tal d'iniciar els preparatius per al poblament permanent (Hell Gate). Aquest primer grup d'homes consistia en el Jutge Frank H. Woody, James Holt, Bill Madison, Bill "Pork" West, i un home cognomenat Jackson. Van tallar fusta per a l'assentament durant tot l'hivern i, a la primavera, es van traslladar al futur lloc de Hell Gate, on van criar bestiar i van establir el primer jardí i granja de la vall. A la tardor de 1857 van construir dues cases amb la fusta que havien tallat. Un grapat de colons més s'establiren a la vall del 1857 al 1895.
El poblament de Hell Gate (també anomenat Hellgate Trading Post) va ser fundat el 1860 per Frank L. Worden i el Capità Christopher P. Higgins. Higgins havia anat a parar a la Vall de Hell Gate amb la partida d'exploració per a la construcció del ferrocarril del Governador Isaac Stevens del 1853, i els dos homes van construir una cabanya de troncs i el va convertir en una botiga. Worden i Higgins havien volgut establir-se a Fort Owen en la vall del riu Bitterroot, però en comptes d'això va escollir la Vall de Hell Gate perquè era a mig camí entre Fort Owen i el trading post del govern federal a Jocko en la nova reserva índia. Això, van creure, dirigiria més trànsit que una botiga més propera a qualsevol poblament existent. La botiga de Worden i Higgins fou el primer edifici comercial a l'estat de Montana no classificat com a trading post. L'agost del 1860 Worden i Higgins dugueren una caravana de 76 mules sobre Mullan Road de Walla Walla per a proveir la botiga. Entre els seus béns hi havia la primera caixa de cabals a la regió. Aviat es van construir diverses cabanes al voltant de la botiga aquell mateix any. Un dels primers residents de la vila fou el jutge Frank H. Woody de Walla Walla. però va comprar troncs de pollancres tallats per David Patee, un poblador blanc que s'havia establert a prop de la desembocadura oriental de la vall de Hell Gate i que va construir ràpidament un edifici rectangular de 16 peus per 18 peus (4,9 per 5,5 metres) amb un terrat. Els homes van ser units pel quart resident de la vila, un ciutadà francès dit Narcisse Sanpar. Un altre resident nou fou el "Capità" Richard Grant, el pare de Johnny Grant (co-fundador del ranxo Grant-Kohrs), i que juntament amb David Patee havia participat en el subministrament dels troncs amb els que es construí la botiga de Worden i Higgins. Al desembre del 1860 la Legislatura Territorial del Territori de Washington (que en aquell temps incloia bona part del que avui és Montana occidental) va organitzar un sistema de govern de comtat, i establí Comtat de Missoula. Hell Gate fou designat la seu del comtat, i la primera elecció de comtat de Montana fou duta a terme el 1861. El primer judici de Montana era també aguantat en la vila (al saloon de Bolte) el 1862 (un home va demandar un pagès local per matar un cavall que li havia arrendat).
Hell Gate va créixer de pressa. Worden i Higgins construïren una segona botiga el 1861. W. B. S. Higgins va construir la primera residència de la vila a principis del 1861, i P.J. Bolte El seu segon en la tardor d'aquell any (va doblar com a saloon). John Mullan va establir "Cantonment Wright" a la confluència dels rius Blackfoot i Hell Gate el novembre 1861 en preparació per a la conclusió del Mullan Road. La Carretera va assolir la Vall de Hell Gate el 1862, duent més pobladors blancs a l'àrea. Quin probablement pot el primer casament d'americans blancs en l'estat de Montana va ocórrer a Hell Gate el 5 de març de 1862 (George P. White es casà amb Josephine Mineinger), i el primer nen americà blanc nascut al comtat de Missoula va néixer prop de Hell Gate el 13 de febrer de 1862. El primer plet a l'estat també ocorregué a Hell Gate el març del 1862 (un home va demandar un pagès per matar un cavall que l'home li havia arrendat). L'arribada del Mullan Road conduí a l'establiment d'una estació de diligències a la vila. Els béns van portar per steamboat remuntant el Clark Fork al Gabinet Rapids fou transportat per un nou sender equipat que connectava amb la carretera Mullan a l'oest de la ciutat. Caravanes de camells transportaven mercaderies i or regularment per Mullan Road fins al ràpid creixement d'Inland Empire. De vegades, fins a cinc trens de càrrega al dia passaven per Hell Gate. De vegades, les mercaderies eren tan abundants que es venien per menys del que valien al seu punt de partida a Saint Louis (Missouri). La primera oficina de correu a Montana va ser establerta a Hell Gate el 24 de novembre de 1862.
Al 1863 la descoberta d'or a Alder Gulch va portar centenars de colons a la regió, fent prosperar Hell Gate. Aquell any Henry Buckhouse construí a la vila la primera i única farga. L'església catòlica Romana de St. Michael fou la primera església cristiana (més que missió) a l'estat de Montana, fou construïda a la petita vila el 1863. missioners també construïren la missió de St. Peter a la vila, serví com a base per a l'evangelització dels anys 1860 al 1884 (fins i tot després de l'abandonament de Hell Gate). El Congrés dels Estats Units va organitzar la Territori de Montana el 26 de maig de 1864. La nova legislatura territorial va reconèixer el Comtat de Missoula, i situà la seu del comtat a Hell Gate. L'estiu de 1864 Tyler Woodward de l'empresa de Woodward & Clements construí una segona botiga a Hell Gate i P. J. Shockley Construït una pensió. Quan s'organitzà el Territori de Montana, Woodward va ser elegit comissionat del Comtat de Missoula, i era mestre de postes a Hell Gate.

## Mort a Hell Gate
Hell Gate fou l'escena de linxaments notoris el 1864. Un cop en la història de la vila, la botiga de Worden i Higgins patí un robatori. Cyrus Skinner, membre de la banda de saltejadors d'Henry Plummer, i altres membres de la banda Plummer s'establiren a Hell Gate a finals del 1863 iniciant un regnat de terror contra el veïnat. El saloon Bolte havia tancat el 1862, però Skinner comprà el lloc el 1863 i va reobrir el bar. Skinner preferí establir-se en la seguretat de la botiga de Higgins i Worden, fent que molts de la vila creguessin que la banda de Plummer tenia la intenció de robar de la caixa forta la seva pols d'or valorada en 65.000 dòlars. La nit de 27 de gener de 1864, un grup de 21 vigilantes (part de la notòria Montana Vigilantes, que instituïren un regnat de terror estatal) d'Alder Gulch arribaren a Hell Gate i envoltaren a Skinner i als altres fora de la llei. Es dugué a terme un breu judici a la botiga de Worden i Higgins, i quatre membres de la banda de Plummer foren sentenciats a mort. Skinner i dos altres foren penjats d'un pal que va ser fou arrencat del corral de la vila i posar de peu. Un va ser penjat en un graner pròxim a la botiga, i un altre d'un arbre a fora de la botiga.
Al març del 1864 diversos joves indis pend d'oreilles (dirigits pel fill del cap) mataren un prospector prop de la localitat de Clinton (Montana). A la gent de Hell Gate li preocupava que s'iniciés una revolta índia, demanaren ajuda a la vila d'Alder Gulch. La tribu Pend d'Oreilles, preocupada per les represàlies, va obligar el seu cap a lliurar el seu fill a la gent de Hell Gate. Després d'un judici molt breu, l'home jove va ser penjat d'un pal al corral de la vila.
A la tardor de 1864 un colon anomenat Matt disparà a un home anomenat Crow, matant-lo, després que Crow presumptament insultà la muller d'aquell a la tenda on convivia la parella. En aquell temps, William Cook va reobrir el saloon de la vila. Dos irlandesos, McLaughlin i Doran, es discutiren mentre jugaven a cartes i intercanviaren trets al saloon. McLaughlin fou mort, però Doran fugí indemne. Doran fou arrestat, però fou alliberat. Cook, el gerent del saloonr, també rebé trets i morí uns dies més tard. L'última mort en la vila fou la de J. P. Shockley, qui cometé suïcidi a principi de la primavera de 1865.

## Abandó
Hell Gate col·lapsà com a poblament el 1865. El poblament havia assolit un total de 20 residents. Però Worden i Higgins va construir una serradora, un molí fariner, i una botiga nova al lloc on avui dia hi ha Missoula, i tots els residents de Hell Gate es traslladaren a la nova vila pràcticament del dia a la nit. Més que agafar el nom de vila amb ells, van adoptar com el nom nou de la seva vila la confusa paraula índia per anomenar la vall, "Missoula." Els residents únics eren pagesos, qui hi havia resolt proper. La seu del comtat es mogué de Hell Gate a Missoula el 1866. De 1887 fins a la seva mort el 1905, l'actor alemany-americà Daniel E. Bandmann tingué un ranxo prop de Hell Gate en una àrea ara anomenada Bandmann Flats. Durant aquest temps es va introduir a Montana pomes vermelles McIntosh, cavalls perxerons, vaques Holstein i diverses races exòtiques de pollastres i porcs.
L'any 1913 quedava poc de la vila (qui formava part d'un ranxo de propietat privada) excepte uns quants edificis i quatre túmuls funeraris de la colla Plummer. El lloc del despoblat constava com a lloc destacat en una ruta auto-guiada en una guia turística llibre de guia a l'estat de Montana escrita pel projecte dels Escriptors Federals el 1939.

## L'àrea de Hellgate
Hell Gate ha deixat el seu nom a diversos topònims característics en l'àrea, incloent la mateixa vall, la qual es va començar anomenar la dècada del 1800 com la Vall de Hell Gate. Hell Gate era també el nom original del riu Clark Fork River, el qual els colons primigenis creien que es formava per la confluència dels rius Clark Fork i Bitterroot Riu a la boca oriental del Vall de Missoula. Tot i que el riu i la vall serien rebatejats, el congost costerut tallat pel Clark Fork a l'est de la vall de Missoula és encara conegut com a Hellgate Canyon. El United States Postal Service manté l'oficina de Hell Gate al centre de Missoula, i el sistema Escolar Públic del Comtat de Missoula manté del Hellgate High School, un dels instituts més antics i més grans en l'estat de Montana.